# 易德謙
易德謙（法語：François-Mathurin Guichard；1841年11月18日—1913年10月21日）是天主教法國籍主教及巴黎外方傳教會會士。曾任貴州宗座代牧區宗座代牧（1893年-1913年）。

## 生平
易德謙出生於1841年11月18日，在法蘭西王國盧瓦爾河地區大區旺代省的市鎮布瓦德瑟內。1863年，他於21歲時加入巴黎外方傳教會會士。1864年12月17日，施恩在24歲時晉鐸。其後，赴中國貴州省傳教。
1884年10月1日，易德謙在42歲時獲時任教宗良十三世任命為貴州宗座代牧區助理宗座代牧，領銜希臘托羅內教區主教。1885年4月26日，在貴陽聖若瑟主教座堂由貴州宗座代牧施恩主教主禮晉牧。
1893年4月24日李萬美主教去世，易德謙主教自動接任為貴州宗座代牧區宗座代牧。1907年10月6日，易德謙主教主禮祝聖藍士謙貴陽助理宗座代牧。
1913年10月21日，易德謙主教在中華民國貴州省貴陽去世，年71歲。